# Sceptuchus simplex
Sceptuchus simplex är en bönsyrseart som beskrevs av Morgan Hebard 1920. Sceptuchus simplex ingår i släktet Sceptuchus och familjen Iridopterygidae. Inga underarter finns listade i Catalogue of Life.